# 馬特奥·科洛姆比
馬特奥·科洛姆比（義大利語：Matteo Colombi；1994年6月13日—）是一位意大利足球運動員。在場上的位置是前鋒。他現在效力於意大利足球甲級聯賽球隊國際米蘭足球俱樂部。